# Appleby Magna
Appleby Magna är en civil parish i Storbritannien.   Den ligger i grevskapet Leicestershire och riksdelen England, i den södra delen av landet, 160 km nordväst om huvudstaden London.